# Svanninge Sogn
Svanninge Sogn er et sogn i Fåborg Provsti (Fyens Stift).
I 1800-tallet var Svanninge Sogn et selvstændigt pastorat. Det hørte til Sallinge Herred i Svendborg Amt. Svanninge sognekommune blev ved kommunalreformen i 1970 indlemmet i Faaborg Kommune, der ved strukturreformen i 2007 indgik i Faaborg-Midtfyn Kommune.
I Svanninge Sogn ligger Svanninge Kirke fra omkring 1100 og Falsled Filial Kirke fra 1932.
I sognet findes følgende autoriserede stednavne:
- Bjergkammer (bebyggelse)
- Duered (areal)
- Enemærket (areal, bebyggelse, ejerlav)
- Falden (bebyggelse)
- Faldsled (bebyggelse, ejerlav)
- Hanneslund (areal)
- Horsehoved (areal, ejerlav)
- Illum (areal, bebyggelse, ejerlav)
- Kukkenbjerg (bebyggelse)
- Lerbjerg (areal)
- Millinge (bebyggelse, ejerlav)
- Millinge Mark (bebyggelse)
- Rallebæk (bebyggelse)
- Ravnehuse (bebyggelse)
- Stensgård (bebyggelse, ejerlav, landbrugsejendom)
- Strandholmen (bebyggelse)
- Svanninge (bebyggelse, ejerlav)
- Svanninge Bakker (areal)
- Svanninge Nørremark (bebyggelse)
- Vigø (areal, ejerlav)
- Øksnebro (bebyggelse)
- Østerby (bebyggelse, ejerlav)